# Mats Rits
Mats Rits (Amberes, Bélgica, 18 de julio de 1993) es un futbolista belga que juega como mediocampista en el R. S. C. Anderlecht de la Primera División de Bélgica.

## Selección nacional
Ha sido internacional con Bélgica en categorías inferiores.

## Clubes
| Club                | País         | Año       |
| ------------------- | ------------ | --------- |
| Germinal Beerschot  | Bélgica      | 2009-2011 |
| A. F. C. Ajax       | Países Bajos | 2011-2012 |
| Jong Ajax           | Países Bajos | 2012-2013 |
| R. K. V. Malinas    | Bélgica      | 2013-2018 |
| Club Brujas         | Bélgica      | 2018-2023 |
| R. S. C. Anderlecht | Bélgica      | 2023-     |

## Palmarés

### Títulos nacionales
| Título                      | Club        | País    | Año     |
| --------------------------- | ----------- | ------- | ------- |
| Supercopa de Bélgica        | Club Brujas | Bélgica | 2018    |
| Primera División de Bélgica | Club Brujas | Bélgica | 2019-20 |
| Primera División de Bélgica | Club Brujas | Bélgica | 2020-21 |
| Supercopa de Bélgica        | Club Brujas | Bélgica | 2021    |
| Primera División de Bélgica | Club Brujas | Bélgica | 2021-22 |
| Supercopa de Bélgica        | Club Brujas | Bélgica | 2022    |

## Lesiones y bajas por enfermedad
En la temporada 2012-2013 estuvo de baja durante 63 días por una lesión en la espalda.
El 17 de febrero de 2021 se confirmó que había contraído el COVID-19. Cursó la enfermedad durante 17 días y retornó a la actividad el 6 de marzo.